# Conistra graslini
Conistra graslini là một loài bướm đêm trong họ Noctuidae.